# Наталия (село)
Наталия (укр. Наталія) — село на Украине, находится в Барановском районе Житомирской области.
Код КОАТУУ — 1820655404. Население по переписи 2001 года составляет 458 человек. Почтовый индекс — 12724. Телефонный код — 4144. Занимает площадь 6,685 км².

## Адрес местного совета
12724, Житомирская область, Барановский р-н,. пгт. Довбыш, ул. Полесская, 20